# Phocaea (antieke stad)
Phocaea (Φώκαια) was een antieke stad op de plek in Turkije waar tegenwoordig Foça ligt. De Griekse stad Phokis, hoewel in naam verwant, verwijst niet naar dezelfde plaats.

## Stichting en ligging
Phocaea werd tussen de tiende en 8e eeuw v.Chr. gesticht, mogelijk door de Athener Philogenes, en bewoond door kolonisten uit Athene en Phokis in Griekenland. De stad was door Ioniërs bewoond, maar lag in Eolië. Volgens Herodotus lag Phocaea in de regio met het gunstigste klimaat ter wereld. De stad had een zeer goede haven, waarvoor het met tempels en paleizen bebouwde eiland Bakchion lag.

## Koloniën
In een lange periode van voorspoed breidde de stad haar handelsbetrekkingen uit van de Zwarte Zee tot Egypte, waar ze deelnam aan de stichting van de nederzetting Naucratis. Ook de stad Lampsacus werd door Phocaea gesticht. In het westen van de Middellandse Zee speelde ze een belangrijke rol op de kusten van Spanje, Gallië en Corsica. Phocaea was in de zesde eeuw v.Chr. de moederstad van de kolonisatie van het westelijk Middellandse Zeegebied. Vanuit Phocaea werd ook de stad Massilia gesticht (het huidige Marseille). Vandaar dat deze stad thans nog de "cité phocéenne" wordt genoemd. Andere steden die door Phocaea werden gesticht zijn Aegitna (Cannes), Antipolis (Antibes), Nikaïa (Nice), Alalia (Aléria) op Corsica en Emporion (Ampurias) en wellicht ook Mainake (Málaga) in Spanje.

## Onderwerping
Phocaea was lid van de Ionische Twaalfstedenbond. Aangezien de banden tussen de bondgenoten vrij los waren, bleef de stad kwetsbaar voor aanvallen. Om bestand te zijn tegen aanvallen van Kimmeriërs, plaatste Phocaea zich onder hoede van de Lydiërs. In 546 v.Chr. werd het Lydische rijk door de Perzische koning Cyrus II veroverd, waaronder dus ook Phocaea. Veel rijke families vluchtten naar de koloniën. Een gedeelte keerde later weer terug om zich aan Cyrus II te onderwerpen. Nadat Phocaea partij had gekozen voor de Seleucische heerser Antiochus III de Grote werd de stad veroverd door de Romeinen en in 188 v.Chr. ingelijfd.